# Taiwanaphis decaspermi
Taiwanaphis decaspermi är en insektsart. Taiwanaphis decaspermi ingår i släktet Taiwanaphis och familjen långrörsbladlöss. Inga underarter finns listade i Catalogue of Life.